# Oxid tellurový
Oxid tellurový je jedním z oxidů telluru, který v něm má oxidační číslo VI.

## Příprava
Připravuje se dehydratací kyseliny hexahydrogentellurové:
H6TeO6 → TeO3 + 3 H2O